# Steve Kuhn

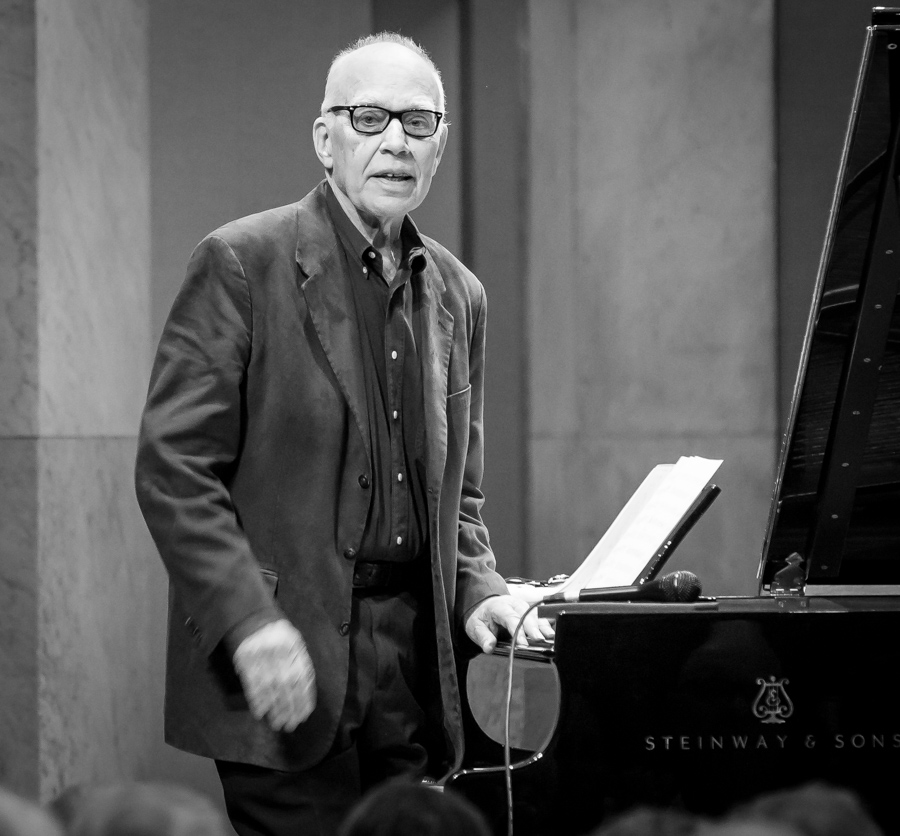

Stephen Lewis „Steve“ Kuhn (* 24. März 1938 in Brooklyn) ist ein US-amerikanischer Jazz-Pianist und Komponist.

## Leben und Werk
Steve Kuhn begann im Alter von fünf Jahren eine klassische Klavierausbildung. Er wurde Klavierschüler von Margaret Chaloff und im Alter von dreizehn Jahren Pianist der Band ihres Sohnes Serge Chaloff. Nach dem Abschluss des Harvard College besuchte er die Sommerkurse der Lenox School of Music in Massachusetts, wo er mit Ornette Coleman und Don Cherry und 1959 bis 1960 mit Kenny Dorham spielte. Im Jahr 1960 war er in Boston Hauspianist im Jazzclub Storyville und der Mahagony Hall, wo er mit Musikern wie Ruby Braff, dann mit Chaloff in regionalen Clubs auftrat. 
Danach spielte er mit eigenen Formationen, u. a. mit Chuck Israels, war 1959 Mitglied des New Yorkers Quintetts von Kenny Dorham. 1960 arbeitete er kurz in John Coltranes Quartett, trat 1961 der Band von Stan Getz bei (Getz at the Gate) und arbeitete 1964 bis 1966 mit Art Farmer, bevor er mit Pete LaRoca und Steve Swallow sein erstes eigenes Trio gründete. Nach Auflösung des Trios ging Kuhn 1967 nach Schweden, arbeitete dort mit Palle Danielsson und Jon Christensen und tourte mit ihnen durch Europa. 1971 kehrte er nach New York zurück; 1976 stellte er seine neue Formation mit Steve Swallow, Jack DeJohnette und Sue Evans zusammen, mit der er für das Label ECM das Album Trance aufnahm; gefolgt von Playground aus dem Jahr 1980 mit Bob Moses, Harvie Swartz und der Sängerin Sheila Jordan.
Mitte der 1980er Jahre gründete er das All Star Trio mit Ron Carter und Al Foster. Das Trio arbeitete u. a. mit Joey Baron, Lewis Nash, Billy Drummond, Kenny Washington und Bill Stewart.
Ende 1999 entstand mit seinem Working-Trio aus David Finck und Billy Drummond das Album The Best Things, bei dem auch die Sängerin Luciana Souza mitwirkte.
2009 trat er mit einem Quintett und einem Programm zu Ehren John Coltranes in New Yorker Birdland auf. 
Sein Pianostil ist stark von Fats Waller, Bud Powell, Art Tatum und Bill Evans beeinflusst. Dieser urteilte über ihn: „Erwartet man Traditionelles, dann entdeckt er die Avantgarde, um dann wieder auf jene Wege zurückzugehen, die er nur zeitweise verlassen hat“. Das Jazzmagazin Downbeat bescheinigt ihm bei seinem Soloalbum Ecstasy 1975 „simples und komplexes Spiel, was kein Widerspruch ist, denn er nutzt die ganze Breite perkussiver Dynamik des Instruments aus“.

## Diskografische Hinweise

### Als Leader
- 1968 Watch What Happens (MPS/Prestige)  mit Palle Danielsson, Jon Christensen
- 1975 Trance (ECM) mit Steve Swallow, Jack DeJohnette, Sue Evans
- 1975 Ecstasy (ECM) solo
- 1977 Motility (ECM) mit Steve Slagle, Michael Smith, Harvie Swartz
- 1978 Non-Fiction (ECM) mit Steve Slagle, Harvie Swartz, Bob Moses
- 1980 Playground (ECM) mit Sheila Jordan, Harvie Swartz, Bob Moses
- 1982 Last Year`s Waltz (ECM) mit Sheila Jordan, Harvie Swartz, Bob Moses
- 1984 Mostly Ballads (New World Records) mit Harvie Swartz
- 1986 The Vanguard Time (Owl Time Line)
- 1988 Porgy (Jazz City/Evidence) mit Laura Anne Taylor, Eddie Gomez, Buster Williams, Al Foster
- 1989 Oceans In The Sky (Owl)
- 1990 Looking Back (Concord)
- 1990 Live At Maybeck Recital Hall. Volume 13 (Concord)
- 1992 Years Later (Concord) mit David Finck, Lewis Nash
- 1995 Remembering Tomorrow (ECM) mit David Finck, Joey Baron
- 1995 Seasons Of Romance (Postcards) mit Tom Harrell, Bob Mintzer, George Mraz, Al Foster
- 1998 Dedication (Reservoir) mit David Finck, Billy Drummond
- 2000 The Best Things (Reservoir)
- 2004 Promises kept (ECM) mit David Finck und Carlos Franzetti (Dirigent begleitende Streichinstrumente)
- 2009 Mostly Coltrane (ECM) mit David Finck, Joey Baron und Joe Lovano
- 2012 Wisteria (ECM) mit Steve Swallow, Joey Baron

### Als Sideman
- 1960 Kenny Dorham: Jazz Contemporary (Time)
- 1961 Stan Getz: Recorded Fall 1961 (Verve) mit Bob Brookmeyer, Roy Haynes
- 1965 Art Farmer: Sing Me Softly Of The Blues (Atlantic)
- 1965 Pete LaRoca: Basra (Blue Note)
- 1966 Oliver Nelson: Sound Pieces (Impulse! Records)
- 1979 Steve Swallow: Home (ECM)
- 1991 Steve Swallow: Swallow (Xtra) mit Carla Bley und John Scofield
- 1995 Carol Fredette: Everything I Need
- 1997 Sheila Jordan: Jazz Child (High Note)